# Могиленко Федір Онисимович
Фе́дір Они́симович Могиле́нко (1916, с. Бродщина, нині Кобеляцького району, Полтавської області — 6 серпня 1995) — український краєзнавець, педагог; організатор першого історико-краєзнавчого музею на Полтавщині — у селі Новоаврамівка Хорольського району (1959).

## з біографії
Народився на Кобеляччині 1916 року. Закінчив Кобеляцьку семирічну школу. У період 1932-36 років навчався у Дніпропетровському коксохімічному технікумі.
З листопада 1937 року по грудень 1940 року служив у Червоній Армії. Учасник ВВв.
У 1946 році вступив на історичний факультет Дніпропетровського університету, який закінчив в 1949 році.
Починаючи від 1949 року Ф. О. Могиленко — учитель історії Новоаврамівської середньої школи.
У 1959 році він створив Новоаврамівський народний краєзнавчий музей, що став першим подібним закладом у області. Був директором установи до останніх років життя.
Федір Онисимович мав багато грамот, відзнак, подяк, звання «Старший вчитель», «Ветеран праці».

## Джерело
- стаття про Могиленка Ф. О. в «Хорольщина. Енциклопедичний довідник» (Козлов А. В., Козлов В. А., Лисенко Ю. О.), Полтава: Оріяна, 2007, 105 с. — С. 44